# Jakupowo (rejon kujurgaziński)
Jakupowo (ros. Гумерово) – wieś (sieło) w Rosji, w Baszkortostanie, w rejonie kujurgazińskim. W 2021 liczyła 312 mieszkańców.